# Нижне-Салдинское водохранилище
Нижне-Салдинское водохранилище (Нижнесалдинский пруд, Нижне-Салдинский пруд) — водохранилище на реке Салда, в городе Нижняя Салда Свердловской области России. Создано в году для Нижнесалдинского металлургического завода как заводской пруд. Источник производственного, хозяйственно-бытового водоснабжения и рекреационный водоём.

## География
Плотина расположена на реке Салда в 48 км от её устья.
Водоём вытянут узкой извилистой полосой на 12 км. Подпор воды доходит по реке до 3 км на восток от города Верхняя Салда. Берега в низовьях заняты жилыми и хозяйственными постройками, в верховьях покрыты лесом, имеются базы отдыха и детские лагеря. В верховьях справа впадают реки Нелобка и Третья.
Является гидрологическим памятником природы регионального значения, площадь взятая под охрану 520 га.

## История

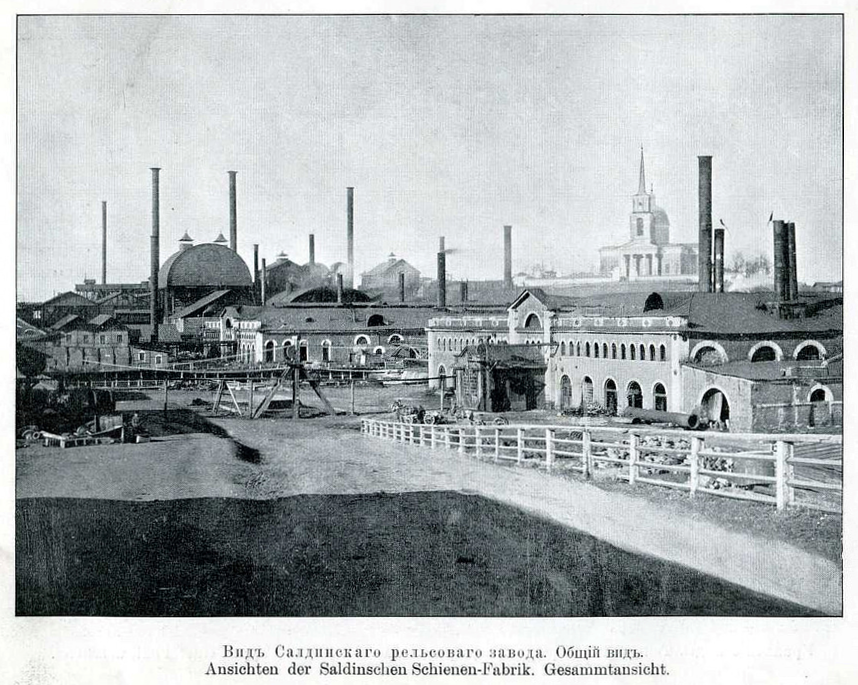
Вид на Салдинский рельсовый завод. Нижняя Салда, 1900 год

В 1760 году Никита Акинфеевич Демидов основал на реке Салде железоделательный завод по переработке чугуна в железо кричным методом, это предприятие стало наиболее крупным передельным предприятием уральских заводов Демидовых. К 1800 году здесь насчитывалось 24 горна, 15 молотов, 11 водяных колёс. Для работы всех механизмов использовалась вода заводского пруда.

## Морфометрия
Площадь водосбора 1220 км², площадь водной поверхности 5,8 км², нормальный подпорный уровень 167 м, полный объём 19,6 млн.м³, полезный объём 8,2 млн.м³, Максимальная высота плотины 10,5 метров, отметка гребня плотины 171 метра, длина 280 метров. В Энциклопедии Свердловской области указана площадь 4,7 км², для уровня воды 167,5 м.

## Данные водного реестра
По данным государственного водного реестра России относится к Иртышскому бассейновому округу, водохозяйственный участок Тагил от г. Нижний Тагил до устья, речной подбассейн реки — Тобол. Речной бассейн реки — Иртыш.
Код объекта в государственном водном реестре — 14010501521299000000060.